# Divemaster
Divemaster je potápěčský kurz IANTD navržený tak, aby vycvičené osoby mohly dohlížet na účastníky kurzů IANTD.

## Oprávění Divemastera
Patří sem:
- IANTD Open Water Diver,
- IANTD EANx Diver,
- IANTD Advanced EANx Diver,
- IANTD Deep Diver.

### Může vyučovat
Absolvent kurzu Divemaster může také vyučovat kurz Snorkel Skin Diver a IANTD OW Free Diver. V případě, že divemaster má i kvalifikaci Recreational Trimix nebo Advanced Recreational Trimix, může dohlížet i na těchto kurzech.

### Dohlíží
IANTD Divemaster má právo dohlížet, doprovázet a asistovat ve všech IANTD Open Water Diver kurzech. Nicméně nesmí vést tyto kurzy zcela sám. Měl by být pod dohledem kvalifikovaného IANTD Advanced EANx Instruktora.

### Má kvalifikace
V rámci potápěčských aktivit může Divemaster plánovat a provádět záchrannou akci.

## Požadavky
- kvalifikace IANTD Advanced EANx Diver nebo Advanced Recreational Trimix, První pomoc zahrnující CPR, Oxygen Provider, a IANTD Rescue Diver nebo ekvivalentní. Pokud je uznána ekvivalentní certifikace, CPR a Oxygen Provider musí být platné pro další 2 roky. Je doporučené mít 2 specializační kvalifikace
- minimálně 60 doložených ponorů
- minimální dolní věková hranice je 18 let

## Další kurzy
- Open Water Diver
- Advanced Open Water Diver
- Basic Nitrox Diver
- Advanced Nitrox Diver
- Rescue Diver
- Deep Air Diver